# Pou d'agouti
Pour les articles homonymes, voir Pou d'agouti (homonymie).
Le Pou d'agouti est un nom vernaculaire guyanais ambigu pouvant désigner :
- Schongastia guianensis[1], un acarien local, de la famille des Trombiculidae et proche des aoûtats ;
- la larve d’Ambyomma cayanense[2].

On en rencontre les larves dans l'herbe et à l’extrémité des feuillages, attendant qu'un animal les frôle. Elles se laissent alors emporter se fixent à sa peau pour se nourrir de sang. Elles sont alors responsables d'érythèmes très prurigineux. D'une taille de 0,2 mm, elles apparaissent comme de petits points rouge vif au milieu d'une lésion maculo-papuleuse aux zones de frottement et au niveau des plis. La démangeaison peut être intense jusqu'à empêcher le sommeil et dure généralement une semaine. L'animal ne reste que quelques jours en place puis se détache par lui-même pour finir son cycle de vie dans le sol. Le prurit demeure cependant plusieurs jours après son départ. Les lésions sont de moins en moins importantes à chaque épisode ; il existe une désensibilisation progressive variable suivant chaque individu.
Il est possible d'extraire les larves à l’aide d'une aiguille ou d’un ongle, mais la démangeaisons persistera néanmoins après son extraction. L’huile de Carapa (issue des graines de Carapa guianensis ou C. surinamensis) est recommandée en prévention et pour apaiser les démangeaisons. D'autres plantes de la pharmacopée traditionnelle sont également recommandées (Zanthoxylum rhoifolium, Mammea americana, Piper alatabacum, Piper bartlinglanum, Piper oblongifolium, Quassia amara, Renealmia spp., Helia alata). On trouve également en pharmacie Ascabiol, mais ce traitement s'avère généralement peu efficace, car il ne soulage pas les démangeaisons, et le parasite ne reste pas sur le corps.
L'Elenol (lindane) longtemps utilisé n'est plus vendu en France (et en Guyane) depuis début 2009. Les antihistaminiques ont une action très modérée. Une corticothérapie locale faible peut être proposée.
On ne connaît pas de maladie transmise par le biais de la piqûre de ces acariens, mais le prurit féroce induit peut aller jusqu'à altérer le sommeil et entraîner des surinfections cutanées secondaires.